# Dixon (California)
Dixon, fundada en 1878, es una ciudad ubicada en el condado de Solano en el estado estadounidense de California. En el año 2000 tenía una población de 16,103 habitantes y una densidad poblacional de 939.2 personas por km².

## Geografía
Dixon se encuentra ubicada en las coordenadas 38°26′57″N 121°49′37″O / 38.44917, -121.82694. Según la Oficina del Censo, la ciudad tiene un área total de 17,3 km² (6,7 mi²), de la cual 17,1 km² (6,6 mi²) es tierra y 0,2 km² (0,1 mi²) (0.90%) es agua.

## Demografía
Según la Oficina del Censo en 2000 los ingresos medios por hogar en la localidad eran de $58,849, y los ingresos medios por familia eran $42,286. Los hombres tenían unos ingresos medios de $30,378 frente a los $20,139 para las mujeres. La renta per cápita para la localidad era de $31,226. Alrededor del 8.1% de la población estaban por debajo del umbral de pobreza.